# کیندر کراسینگ (آریزونا)
کیندر کراسینگ (به انگلیسی: Kinder Crossing) یک منطقهٔ مسکونی در ایالات متحده آمریکا است که در آریزونا واقع شده‌است. کیندر کراسینگ ۱٬۹۶۳ متر بالاتر از سطح دریا واقع شده‌است.